# Батиль

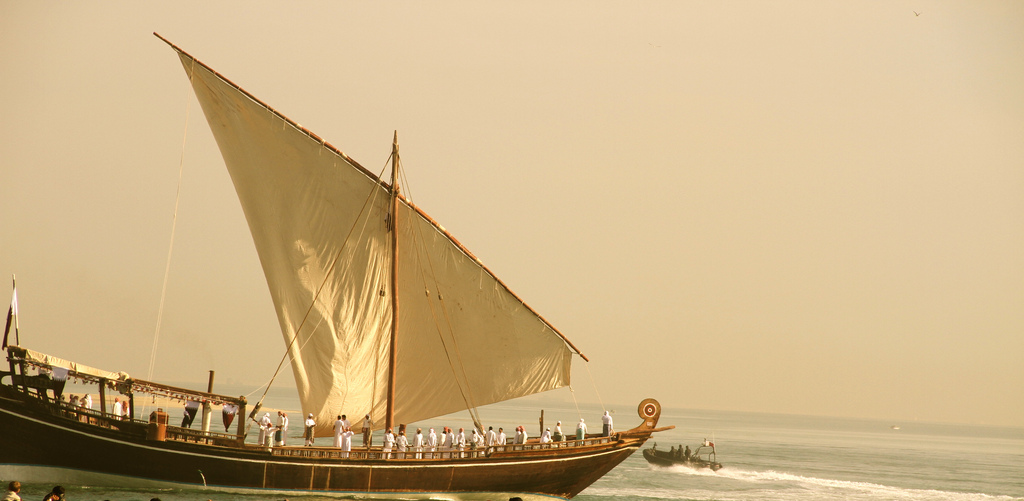
Батиль в Катарі на фестивалі дау

Батиль (араб. بتيل, batīl) — вид традиційного арабського дау середніх розмірів, характерного для країн Перської затоки. Відрізнявся довгим і вузьким корпусом з витонченими формами, гострою кормою з високим, майже вертикальним ахтерштевнем і низько нахиленим форштевнем, прикрашеним на кінці характерною спіралеподібною волютою.

## Опис

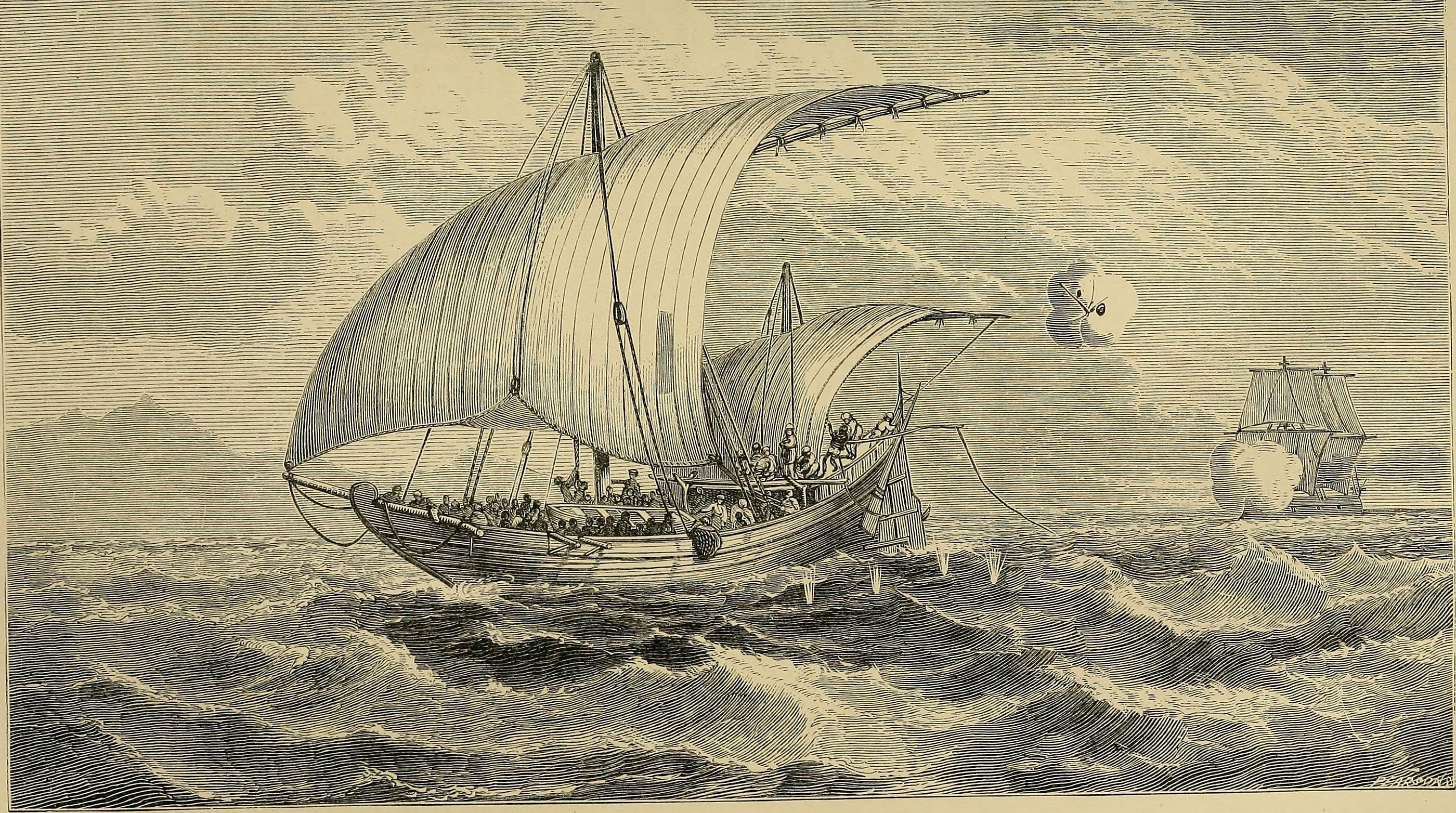
Європейський корабель переслідує швидкісний Батиль работорговців в Індійському океані. Малюнок 1873 р.

Батиль має найбільш вишукані форми серед усіх арабських дау, його видовжений вузький корпус чимось нагадує європейську галеру, але на відміну від галер має однаково загострені і ніс і корму. Судно озброєне двома щоглами з характерними косими чотирикутними арабськими вітрилами (англ. settee sail) у формі неправильної трапеції з дуже короткою передньою шкаториною.
Форма корпусу і неглибока осадка робили його дуже швидким судном, через що він часто використовувалось арабами як бойовий або піратський корабель. Батиль також був популярним серед работорговців на східноафриканському узбережжі, після того, як в 19 ст. європейські кораблі почали перехоплювати в Індійському океані їх кораблі та питання швидкості стало ключовим. В мирних умовах використовувався для риболовлі та пасажирських перевезень.
Типові батилі становили 25–45 м у довжину, від 5 до 8 м у ширину і мали водотоннажність від 30 до 100 тонн. Існувала традиція прикрашати форштевень і високо піднятий ахтерштевень судна мушлями каурі і козячою шкірою.
В наш час батиль переважно використовуються у вітрильних перегонах та в рекреаційних цілях.

## Особливості конструкції

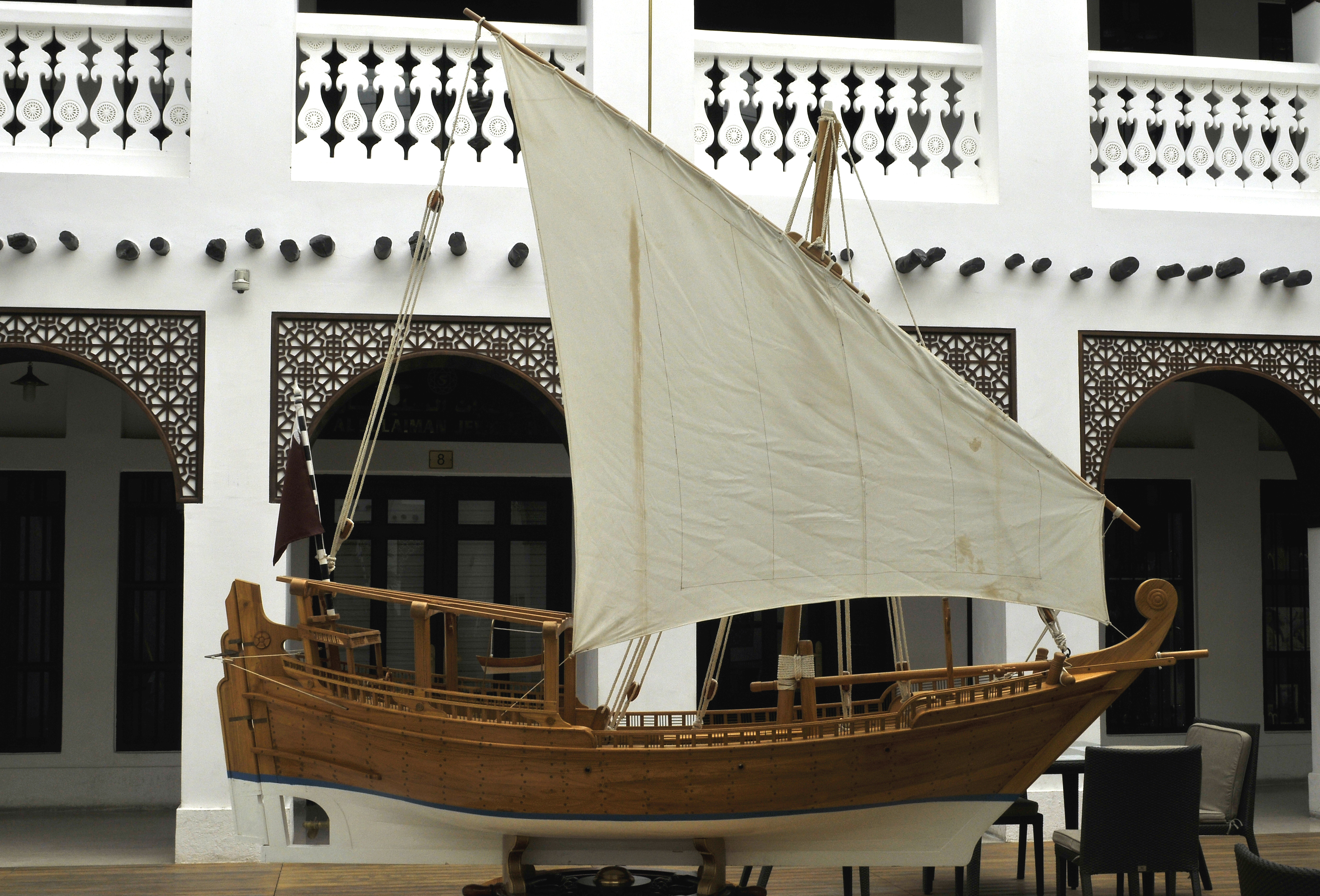
Модель батиля в місті Доха

Джеймс Хорнел в своїй спробі класифікувати типи арабських суден, запропонував розділяти дау на дві великі групи — човни з пласкою транцевою кормою (можливо скопійованої з європейських суден), такі як багала, самбук чи шуї та човни з гострою кормою, такі як батиль, бум і зеруг.
Батиль є кільовим судном з набірним корпусом. До кіля кріпились штевні, а обшивці додавався необхідний запас міцності завдяки вставленим в неї поперечним силовим елементам. Як правило, корпус спочатку обшивався дошками і тільки після цього укріплювався зсередини шпангоутами. На високо піднятий ахтерштевень підвішувалось кормове стерно.

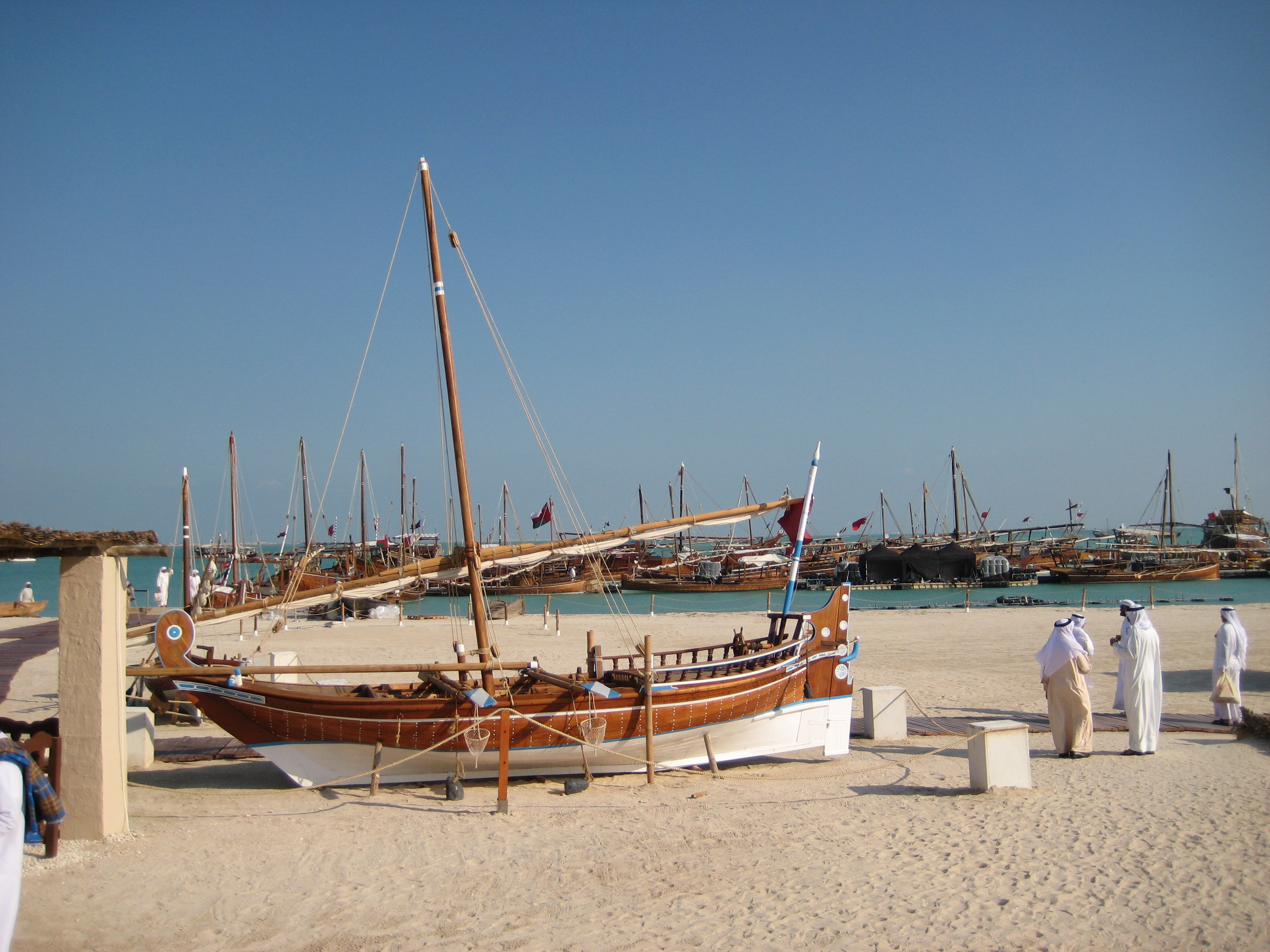
Зменшена репліка батиля на пляжі в Катарі

Історично елементи обшивки кріпились до кіля, штевнів і один до одного по технології «зшитих суден» — тобто за допомогою канатів з натуральних матеріалів, без використання металевих цвяхів чи скоб. Це робилось не через брак металу або відсталість технічних знань, а через особливості конкретної деревини — індійський тик при контакті з залізними цвяхами починав активно гнити і в цих місцях швидко з'являлися течі. Крім того, серед стародавніх арабських мореплавців були поширені легенди про підводні магнітні скелі, які нібито можуть висмикувати залізні цвяхи з корпусу корабля прямо під час плавання в морі. Канати для «зшивання» корпусу виготовлялись з койру — волокон лушпиння кокосових горіхів, оброблених в морській воді. Пізніше обшивку корпусу стали кріпити із застосуванням металевих цвяхів.
Обшивка робилась з тикового дерева, яке постачалось з Малабарського узбережжя Індії. Для шпангоутів та інших елементів каркасу могла використовуватись єгипетська акація або деревина, яку завозили з узбережжя Східної Африки. Корпус конопатили кокосовим волокном, просоченим в шахаму — суміші вапна і баранячого жиру або смоли, а зверху покривали акулячим жиром. Внутрішні дерев'яні елементи судна раз в 4-6 місяців просочували рослинною олією, що охороняла їх від гниття і деревоточця, тому звичайний термін служби суден вимірювався десятками років.
Вітрила обшивались ліктросами і мали на верхній шкаторині люверси, через які кріпились до довгого складного рейка «рю», що збирався з двох частин, як на європейських галерах. Фал для підйому вітрила устатковувався потужними талями. Шкотовий кут вітрила фіксували звичайні шкоти, такі ж, як на більшості вітрильних суден. Розмір вітрил на батилі, як і на інших дау з арабськими вітрилами не регулювався за допомогою рифів, тож кожне судно мало два, а іноді три набори вітрил, що відрізнялись між собою за розміром — для спокійної погоди і для штормових умов.
Головне вітрило піднімалось на передній великій грот-щоглі, тоді як кормова щогла (бізань) несла таке ж по формі вітрило, але значно менше за розміром ніж головне і, крім свого основного призначення, могло при маневрах виконувати роль повітряного керма.